# Rovito

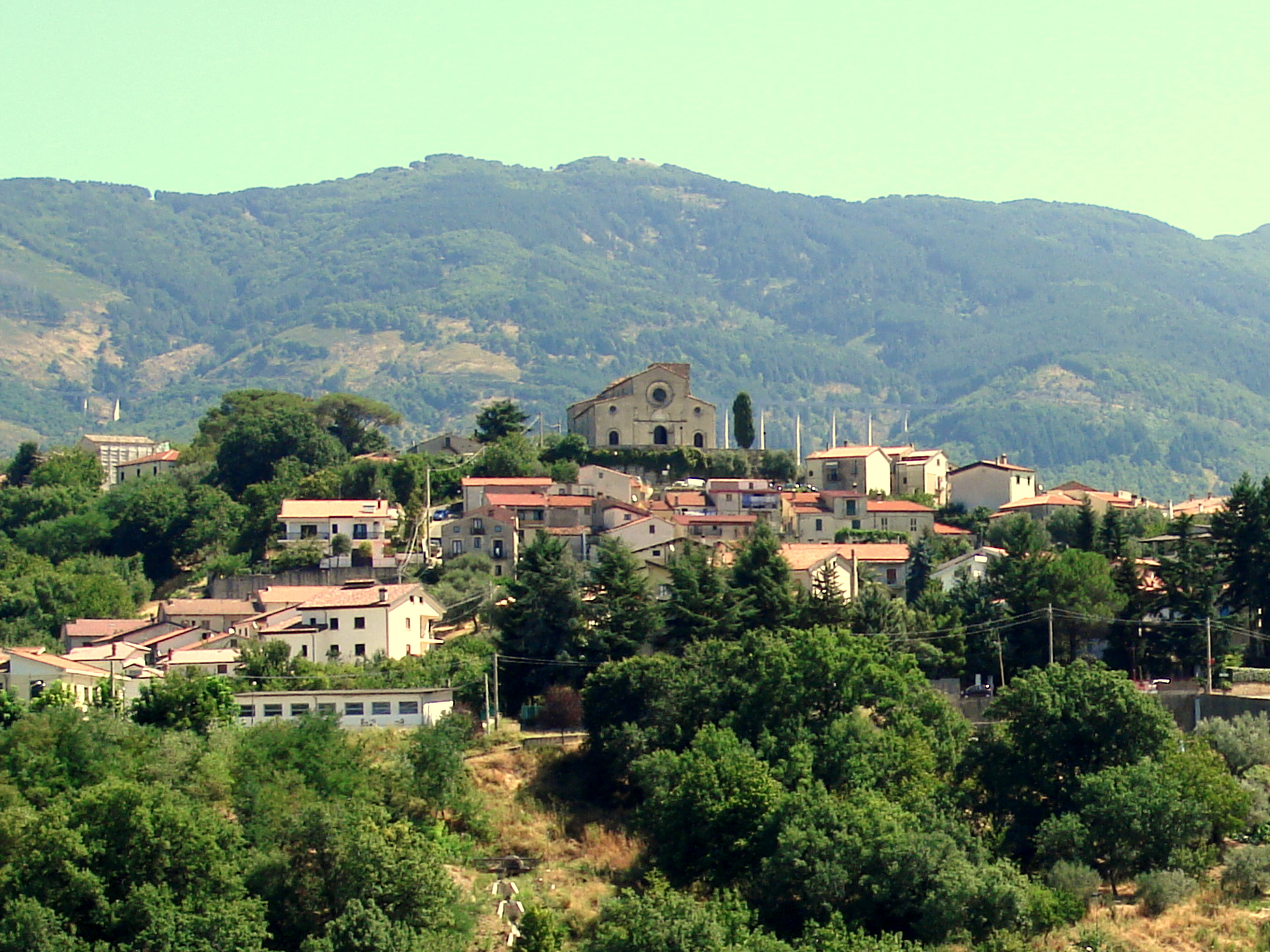
Panorama

Rovito ist ein Ort in der Provinz Cosenza in der italienischen Region Kalabrien mit 2971 Einwohnern (Stand 31. Dezember 2023).
Rovito liegt 14 Kilometer östlich von Cosenza.
Die Nachbargemeinden sind Casali del Manco, Celico, Cosenza, Lappano, San Pietro in Guarano und Zumpano.

## Persönlichkeiten
- Francesco Rizzo (1943–2022), Fußballspieler